# ウエスタンのすべて (上)
『ウエスタンのすべて (上)』(The Best of Country and Western, Vol.1)は、カントリー・ミュージックのオムニバス・アルバム。1964年8月に日本ビクターからリリースされた。原田実とワゴン・エース、寺本圭一とカントリー・ジェントルメン、デューク・エイセスが参加している。下巻は「ウエスタンのすべて (下)」。

## 収録曲
Side 1
1. ローハイド
2. 峠の我が家
3. 愛しのクレメンタイン
4. キャトル・コール
5. ボタンとリボン（英語版）
6. モーリン・ダーリン
7. さびしい草原に埋めないでおくれ

Side 2
1. レッド・リヴァー・ヴァレー（英語版）
2. ハイ・ヌーン
3. 遥かなるアラモ（英語版）
4. テキサスの黄色いバラ（英語版）
5. ライダース・イン・ザ・スカイ
6. サン・アントニオ・ローズ
7. ワイルドウッド・フラワー

## パーソネル
- 原田実とワゴン・エース
- 寺本圭一とカントリー・ジェントルメン
- デューク・エイセス